# Con diệc đen (manga)
Kurosagi (クロサギ tạm dịch: Con diệc đen) là tên một manga Nhật Bản được viết bởi Natsuhara Takeshi và được vẽ bởi họa sĩ Kuromaru. Truyện kể về một chàng trai tên là Kurosaki chỉ đi lừa những tay lừa bịp chuyên nghiệp khác được biết dưới cái tên shirosagi (シロサギ). Truyện đoạt giải về truyện tranh dành cho lứa tuổi trưởng thành (seinen) của nhà xuất bản Shogakukan năm 2008 cùng với truyện Bambino! của tác giả Tetsuji Sekiya.
Bộ truyện được dựng thành một bộ phim truyền hình gồm 11 tập được chiếu trên đàiTBS từ 14 tháng 4 năm 2006 tới 23 tháng 6 năm 2006. Vào ngày 8 tháng 3 năm 2008, phim Kurosagi the Movie với nam diễn viên Yamashita Tomohisa thủ vai chính đã được trình chiếu.

## Diễn viên
- Yamashita Tomohisa - Kurosaki (Kurosagi)
- Horikita Maki - Tsurara Yoshikawa
- Yui Ichikawa - Yukari Mishima
- Koji Kato - Yoichi Shiraishi
- Tsutomu Yamazaki - Toshio Katsuragi
- Shiro Kishibe - Mikimoto
- Ryosei Tayama - Tetsuji Momoyama
- Reina - Yuuko Osawa
- Kaoru Okunuki - Hayasa
- Tetta Sugimoto - Cha của Kurosaki
- Sho Aikawa - Masaru Kashima

## Cốt truyện
Một chàng trai trẻ tên Kurosaki nung nấu ý định trả thù bọn "Shirosagi" (hay "diệc trắng" chuyên đi lừa đảo các nạn nhân) bằng cách lừa gạt hầu như toàn bộ tiền của bọn chúng rồi gửi bằng chứng có thể đưa chúng vào tù tới cho cảnh sát. Nguyên do là từ một câu chuyện cách đây 6 năm, khi cha của Kurosagi bị một Shirosagi lừa gạt mất hết tiền..., uất ức, cha của Kurosaki đã giết mẹ và chị gái của Kurosaki và sau đó tự sát. Sau đó Kurosaki nung nấu trong lòng ý định là phải trả thù cho gia đình và anh thề sẽ làm được, anh trở thành một Kurosagi (hay "diệc đen" chuyên đi lường gạt những "shirosagi"). Với sự giúp đỡ của ông trùm lừa đảo Katsuragi, Kurosaki đã giúp những người dân hiền lành bị lừa gạt lấy lại được tài sản. Để trả thù được cho gia đình, Kurosaki phải học cách trở nên tàn nhẫn, anh phải hy sinh tất cả kể cả việc nói không với tình yêu. Nhưng từ lúc anh cứu cô gái Tsusara thoát khỏi bị xe lửa đâm phải, mọi chuyện trở nên thay đổi hoàn toàn.